# Eanna

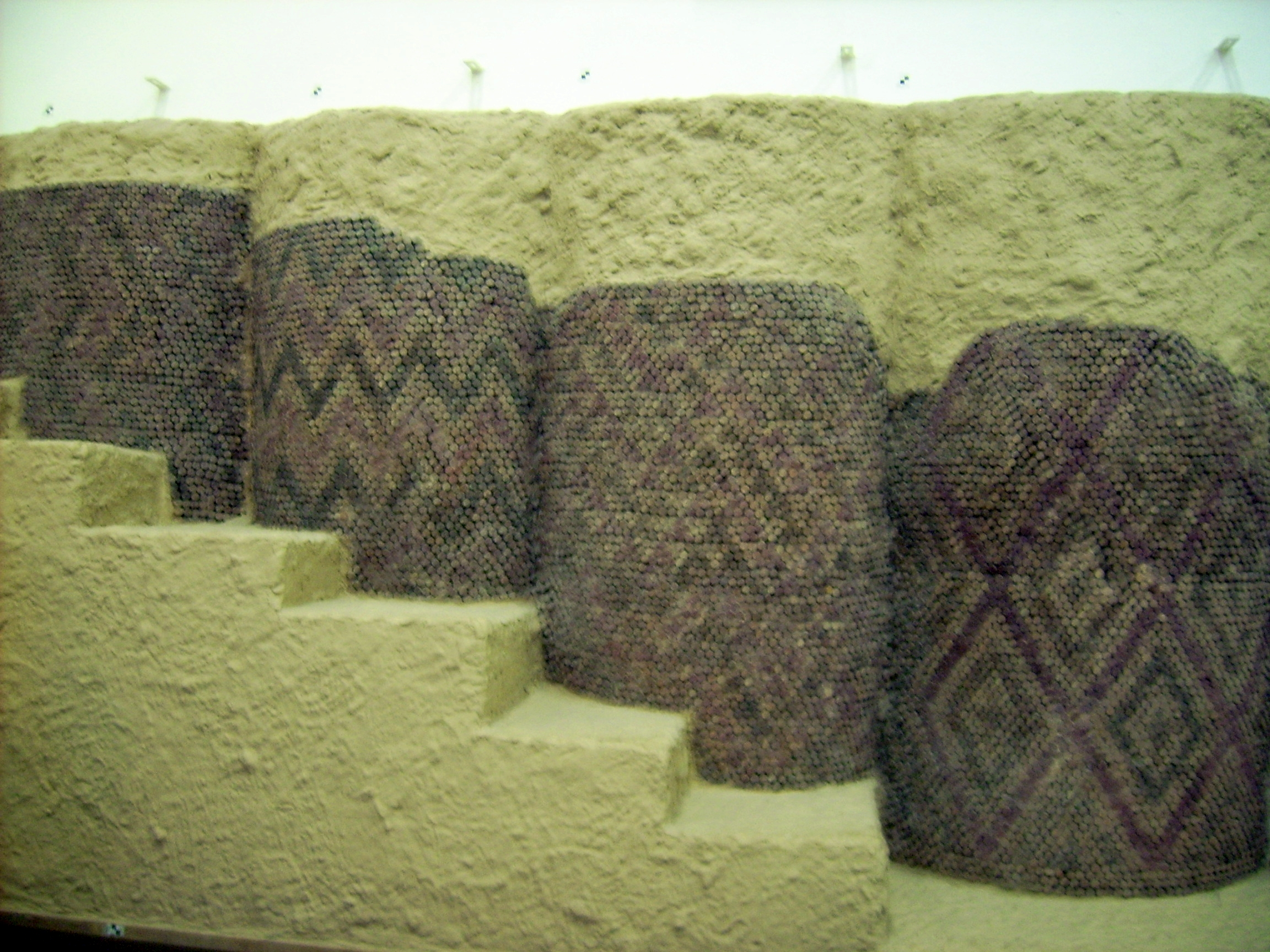
Decoración de mosaicos del templo dedicado a Inanna en el nivel IV de Uruk. c. 3100 a. C. (Museo de Pérgamo, Berlín.)

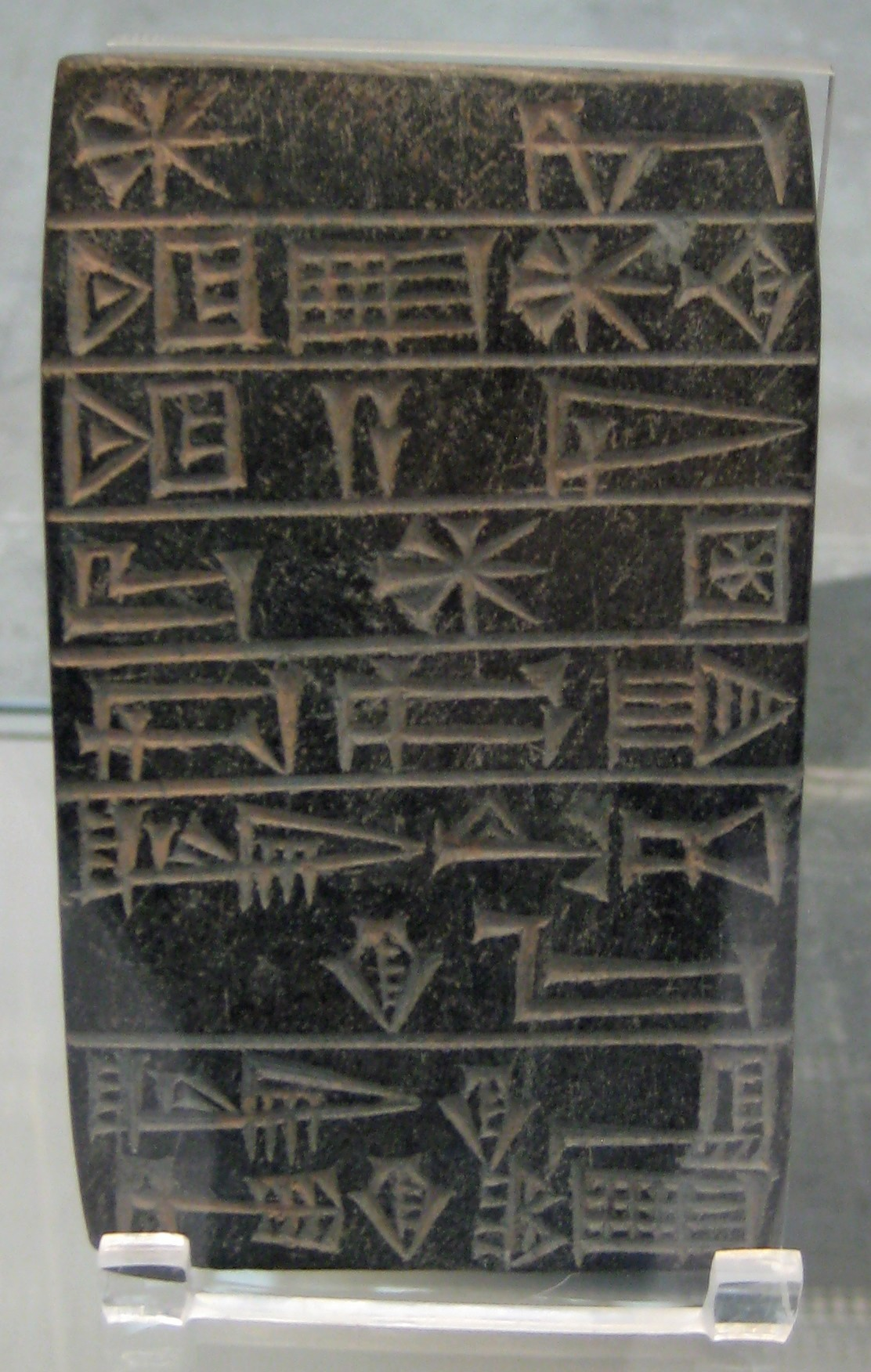
Tablilla de fundación del Templo de Inanna, que data del reinado de Ur-Nammu. British Museum.

Eanna o É-anna (en sumerio É.ANNA, de É, templo o casa y ana, cielos; "Templo de los Cielos") es el nombre del principal templo de la ciudad sumeria de Uruk, dedicada a su diosa tutelar del amor y la fecundidad, Inanna. Algunos estudiosos consideran que el templo Eanna también serviría de santuario al dios del cielo sumerio, An: "Templo de An".
Probablemente, formaría parte del núcleo más antiguo de la ciudad de Uruk ya que, en la Lista real sumeria, a Meshkiaggasher, primer rey de Uruk, se le conoce como el rey del Eanna, mientras que, según el poema de Enmerkar y el señor de Aratta, el segundo rey, Enmerkar (presunto fundador de Uruk), construiría el templo Eanna para la diosa Inanna en la zona conocida como Eanna. Los reyes sucesivos aparecerían como reyes de Uruk, pero nunca más, solo de Eanna.
O en la Epopeya de Gilgamesh, tablilla I:
Acércate a Eanna, la morada de Istar (Inanna), que ni un rey futuro, ni un hombre, puede igualar.
Levántate y anda por los muros de Uruk, inspecciona la terraza de la base, examina sus ladrillos.
¿No es obra de ladrillo quemado? ¿No echaron sus cimientos los Siete [Sabios]?
Eanna era el centro económico y de poder de la ciudad de Uruk, siendo no solo, el nexo de unión entre el mundo humano y el divino, sino también lugar de almacenamiento de los bienes asociados al funcionamiento del templo y la necesidad de administrarlos y llevar registros de los mismos (que harían nacer la escritura). En el complejo de Eanna se han encontrado tablillas de escritura, sellos cilíndricos típicos del nivel IVb y talleres de ceramistas, canteros y fundidores.

## En la arqueología

Eanna, nivel IVa en marrón claro y nivel IVb en marrón oscuro. SC= Templo de los Conos de Piedra, LT= Templo de Caliza, RB= Edificio de Ladrillos de Clinca.

Uruk tendría dos complejos de culto: Eanna y Kullab. Las excavaciones alemanas han encontrado hasta 18 niveles en el sector del conjunto cultual de Eanna. El primer edificio de entidad de Eanna, el "Templo de los Conos de Piedra" (Templo de los Mosaicos), fue construido en el período VI de Uruk (anterior al 3400 a. C.), sobre un templo preexistente del período El Obeid y podría tener una función ritual. Estaba formado por una nave central y dos pasillos y estaba rodeado por un muro de piedra caliza con un elaborado sistema de contrafuertes. Se le llamaba así por el mosaico formado por conos de piedra de colores, clavados en la fachada de ladrillos de adobe. Puede ser el culto al agua más antiguo de Mesopotamia. Sería demolido ritualmente durante el período Uruk IVb y su contenido enterrado en el llamado "Edificio de Ladrillos Clinca".
Al período siguiente, Uruk V, a unos 100 m al este del Templo de Conos de Piedra, se construyó el "Templo de Caliza", de 80X30 m sobre un podio de tierra apisonada de 2 m de altura, sobre un templo del período Obeid preexistente, que al igual que el templo anterior, presenta una continuación con esta cultura. Sin embargo, el Templo de Caliza no tiene precedentes por su tamaño y uso de la piedra, una clara desviación de la arquitectura tradicional Obeid. La piedra fue extraída de una cantera en Umayyad, a unos 60 km al este de Uruk. No está claro si el templo entero o solo la base se construyó en esta piedra caliza, aunque es probable que fuese el primer templo del sector dedicado a Inanna. Al igual que el templo anterior, también estaba cubierto de mosaicos de cono. Ambos templos eran rectangulares con las esquinas alineadas con los puntos cardinales, una sala central flanqueada, a lo largo del eje largo, por dos salas más pequeñas y fachadas con contrafuertes. Serían el prototipo arquitectónico de posteriores templos mesopotámicos.
Entre estas dos estructuras monumentales se encuentran otros varios edificios (llamados AC, EK, Riemchen (ladrillo clinca), mosaicos de cono), patios y muros construidos durante Eanna IVb, época de gran expansión en Uruk cuando la ciudad creció hasta 250 hectáreas, estableciendo relaciones comerciales de larga distancia, y son una continuación de la arquitectura de la época anterior. El edificio Riemchen, llamado así por la forma de ladrillo en que está construido, llamado riemchen por los alemanes, es un monumento conmemorativo que tenía un fuego ritual encendido en el centro del Templo de los Conos de Piedra después de que fuera destruido. Por esta razón, el período Uruk IV representa una reorientación de las creencias y la cultura. La fachada de este monumento podría haber estado cubierta con murales geométricos y figurativos. Los ladrillos clinca fueron usados por primera vez en este templo y fueron utilizados para construir todos los edificios de Eanna en el período Uruk IV. Se ha desarrollado también el uso de conos de color como tratamiento de fachadas, quizás para conseguir mayor efecto óptico en el Templo de los mosaicos de cono. Compuesto por tres partes: Templo N, la Sala de los Pilares Redondos y el Patio de los Mosaicos de Cono, fue la estructura más monumental de Eanna en su época. Todos fueron ritualmente destruidos y el complejo cultual de Eanna fue reconstruido en el período IVa (c 3100 a. C. a una escala todavía mayor).
Durante el período IVa de Eanna, el Templo de Caliza fue demolido y en su lugar, fue construido sobre sus cimientos el "Templo Rojo". Los restos acumulados de los edificios de Uruk IVb formaron una terraza, en forma de L, en donde se construyeron los edificios C, D, H, Gran Sala, y Sala de Pilares. El edificio E fue pensado inicialmente para palacio, pero más tarde, sirvió de edificio comunal. También en el período IV, fue construido el Gran Atrio, patio hundido rodeado por dos filas de bancos cubiertos con mosaicos de cono. Un pequeño acueducto desagua en el Gran Patio, que podría haber regado un jardín. Los edificios que se construyeron en este periodo se hicieron cuando Uruk alcanzó su cénit y se había extendido a 600 hectáreas. Todos los edificios del período Eanna IVa fueron destruidos en algún momento de Uruk III, por razones desconocidas.
La arquitectura de Eanna III fue muy diferente a la precedente. El complejo de templos fue reemplazado por baños alrededor del Gran Patio y el laberíntico "Edificio de Tierra Apisonada". Este período se corresponde con el Período Dinástico Arcaico de Sumeria c. 2900 a. C., una época de gran agitación social cuando el dominio de Uruk fue eclipsada por la competencia de las ciudades-estado. La arquitectura en forma de fortalezas de esta época es un reflejo de esa confusión. El templo de Inanna continuó funcionando durante ese período en una forma nueva y con un nuevo nombre: "La Casa de Inanna en Uruk" (en sumerio: e2-dinanna unuki-ga). La ubicación de esta estructura es actualmente desconocida.

## Galería

Planta de Eanna VI-V
Planta de Eanna IVb
Planta de Eanna IVa
Planta de Eanna III
Planta de la Eanna Neosumeria